# Bayenghem-lès-Seninghem

Bayenghem-lès-Seninghem este o comună în departamentul Pas-de-Calais, Franța. În 1 ianuarie 2022 avea o populație de 345 de locuitori.